# 秀女
秀女，是指初被選入宮作為宮女或妃嬪候補的女性，一般選自民間。歷朝對於秀女的標準有不同規定，也視乎選秀目的而有所不同。例如選為妃嬪候補的秀女較重視容姿、家世，作為宮女的秀女則對容姿、家世要求較低。比如清代的选秀女制度，每三年选一次，入选的都是满洲八旗女子，汉女则不得入选。